# Карліс Ірбітіс
Карліс Ірбітіс (латис. Kārlis Irbītis; 14 жовтня 1904, Лоде, поблизу Руїени, Російська імперія [суч. Латвія] — 13 жовтня 1997, Сен-Лоран, нині у складі Монреаля, Канада) — латвійський авіаконструктор.

## Біографія
Закінчив Ризький державний технікум 1925 року. Того ж року сконструював свій перший літак.
З 1930 року працював на фабриці «ВЕФ» (латис. VEF).
Розробив легкий винищувач VEF I-16 з шасі, що не складаються (1939 рік), спортивний літак VEF I-12 (1935 рік). За першою літерою прізвища конструктора Карліса Ірбітіса латвійські літаки мали літеру «I».
Є автором емблеми VEF та дизайну радіоприймачів радіосезону 1933/34 років.
З 1942 по 1948 рік працював на фірмі «Мессершмітт».
Після Другої світової війни жив у Канаді, працював інженером-конструктором в компанії «Канадер».
1992 року Латвійська академія наук присвоїла Ірбітісу звання почесного доктора. Сторіччя Ірбітіса було урочисто відзначено в Латвії.

## Авторство
- Дизайн емблеми ВЕФу (VEF)

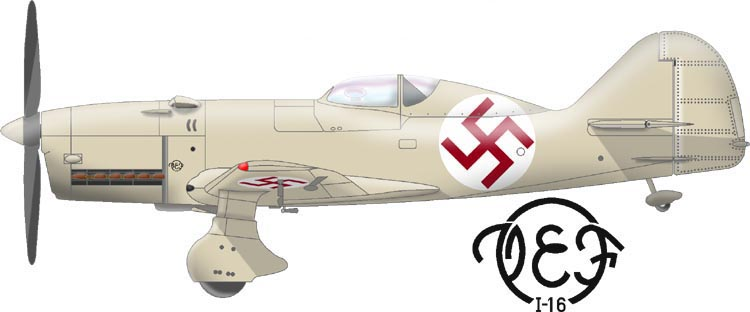
VEF I-16

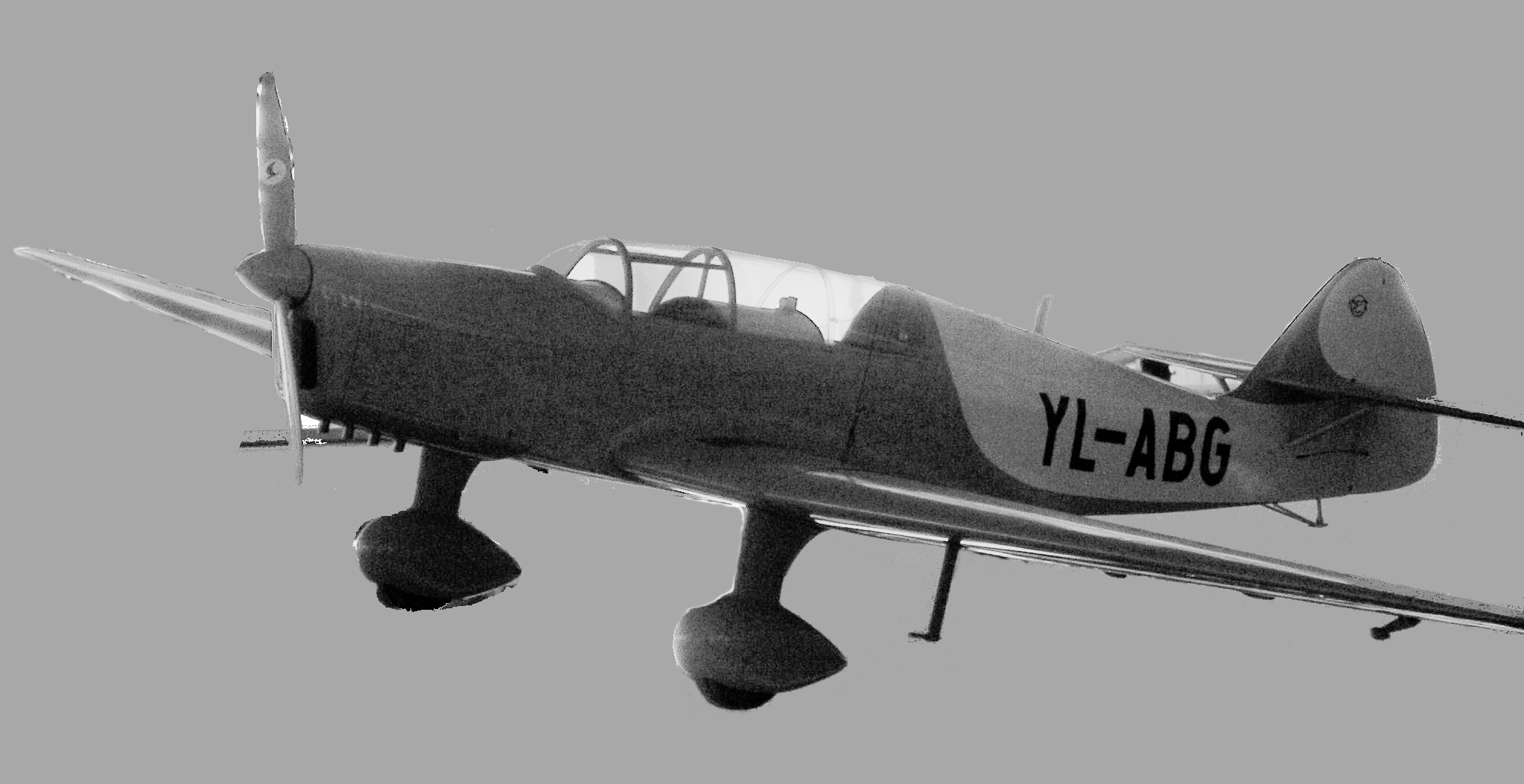
VEF I-12

- Радіоприймач радіосезону 1933/34 років
- Мотоцикл Pandera (у співавторстві з Арнольдом Пандерсом)
- 1925—1935 роки — проекти літаків для спортивних пілотів
- 1935—1943 роки — спортивні літаки VEF I-11 і VEF I-12
- Військово-навчальний літак I-14, I-15
- 1940 рік — легкий винищувач VEF I-16
- 1941 рік — легкий винищувач I-17
- 1957 рік — розробив літак вертикального зльоту CL-84

## Патенти
- K. Irbitis. Control System for Aircraft. Patent of Canada Nr.822575, 1963.
- K. Irbitis. Pneumatic propeller drive system. Patent of Canada Nr.683336, 1964.
- K. Irbitis. Pneumatic propeller drives. Patent of Canada Nr.683335, 1964; Patent of USA Nr.312027, 1964.